# Christian Gotfried Hummel
Christian Gotfried Hummel (født 17. april 1811 i København, død 21. august 1872 sammesteds) var en dansk ingeniør og direktør for Polyteknisk Læreanstalt.

## Liv og gerning
Han gik i skole i Nyboder og kom der efter i tømrerlære på Holmen, hvor faderen var tømrerformand, mens han tillige blev elev i Skibsbygningsskolen. I 1831 begyndte han at studere ved Polyteknisk Læreanstalt, mens han fortsat arbejdede på Holmen, og underviste samtidig i de Massmannske Søndagsskoler og ved Vajsenhuset, og allerede 1834 blev han kandidat i mekanik. Kort efter, i november 1835, konstitueredes han som docent i maskinlære ved Polyteknisk Læreanstalt, og 1838 ansattes han fast som lektor i maskinlære og lærer i tegning samt som medlem af anstaltens bestyrelse, og først da opgav han den ansættelse i Søetatens Konstruktionskammer, han havde haft siden 1833. I 1849 blev han titulær professor. Hummel blev Ridder af Dannebrog 1854, Dannebrogsmand 1862 og etatsråd 1867.
Foruden af virksomheden ved Læreanstalten, hvor han også en kort tid (1843-45) var inspektør, lagdes der på mange måder beslag på hans kræfter. Efter, at han 1845-48 havde beklædt stillingen som vandinspektør i København, blev han således i stor udstrækning benyttet som konsulent af kommunen i hygiejnisk-tekniske spørgsmål og kom blandt andet til at få en væsentlig indflydelse på kloak-, vand- og gasværksanlæggene. Fra 1858 til 1872 benyttede ligeledes Indenrigsministeriet ham som teknisk konsulent. Ved de forskellige verdensudstillinger (London 1862 og 1871, den nordiske udstilling i Stockholm 1866, Paris 1867) var han et virksomt medlem af eller formand for komiteerne for Danmarks deltagelse. 1859-72 var han formand for Det tekniske Selskabs bestyrelse og virkede i denne stilling overordentlig meget for den tekniske undervisning af håndværkere. Endelig udnævntes han 1865 til direktør for Polyteknisk Læreanstalt og fungerede som sådan til sin død.
Han er begravet på Holmens Kirkegård.